# Костянтин II Асен
Костянтин II Асен (болг. Константин II Асен) — цар Болгарії, останній болгарський правитель Другого Болгарського царства й останній правитель з династії Шишмановичів. Правив з 1397 до 1422 року. Іноді йменується як Костянтин II.

## Суперечки стосовно Костянтина II
Костянтина II часто не включають до списку болгарських царів. Однак відомо, що він був проголошений Болгарським царем та визнавався у цій якості низкою держав. У болгарській історіографії тривалий час існувала дискусія про те, чи потрібно визнавати Костянтина II як царя. За часів конституційного правління останнім болгарським царем Другого царства проголошували Івана Срациміра, батька Костянтина II. Однак, зважаючи на серйозні зарубіжні історичні джерела, які стверджують, що Костянтин II контролював частину території Відінського царства, така позиція втратила актуальність й нині останнім болгарським царем прийнято вважати Костянтина II.

## Походження
Костянтин II був сином болгарського царя Івана Срациміра й Анни, дочки волоського князя Миколи Олександра, а також племінником царя Івана Шишмана й онуком царя Івана Александра. Він був останнім царем з династії Шишмановичів. Костянтин був коронований своїм батьком як співправитель 1395 року (або трохи раніше).

## Правління
За часів свого правління Костянтин II був васалом османських султанів, однак, подібно до попередніх болгарських правителів, його політика не була лояльною до Османської імперії. Не навчений гірким досвідом своїх попередників, Костянтин II продовжив гостру політику, що базувалась на конфронтації та недодержанні васальних зобов'язань.
Костянтин II правив Відінським царством (або, принаймні, його частиною). Столицею Костянтина II залишалось місто Відін. За час свого правління Костянтин II проводив досить енергійну політику і приймав то одну, то іншу сторону, ставав то османським, то угорським васалом, який брав участь у суперечках між кандидатами на османський престол й підбурив повстання проти Османської імперії. Незважаючи на таку поведінку, він був популярним серед своїх сусідів та мав авторитет.
1413 року кандидат на османський престол Муса здійснив напад на Болгарське царство й за відомостями сербського й анонімного османського джерела узяв Відін та виселив болгар.
Однак поразка не зупинила Костянтина II й цього разу він обрав виграшну сторону майбутнього султана Мехмеда I. У вирішальних битвах проти Муси Мехмед I переміг та повернув на престол Костянтина II, а також оголосив про мир з усіма своїми сусідами та помічниками у конфлікті за престол.

## Смерть Костянтина II
Костянтин II Асен помер 17 вересня 1422 року в Белграді. Його смерть згадується чотирма джерелами: Костянтином Костенечким, російським хронографом, сербським Бранічевським літописом і в рукопису № 125 документів Хілендарського монастиря. В останніх двох документах Костянтин II названий «імператором болгар» і «царем болгарським» відповідно.
Вважається, що приблизно після його смерті Болгарське царство було остаточно підкорено османами. Після смерті Мехмеда I 1421 року новий султан почав проводити експансивну політику та, імовірно, невдовзі після смерті Костянтина II остаточно підкорив Відінське царство.